# Urteilsstil
Der Urteilsstil ist eine sprachliche Regel zum Verfassen des Tenors eines Urteils und seiner Entscheidungsgründe, wonach ein Ergebnis kategorisch mitgeteilt und anschließend begründet wird.
Die Begründung geht jeweils aus von den Prüfungsnormen, Anspruchsgrundlagen und Einredenormen, unter die der Richter das Tatsachenvorbringen der Parteien subsumiert. Hierzu bildet er je nach zu prüfendem Tatbestandsmerkmal oder -merkmalskomplex eine oder einzelne Begründungsketten. Ihnen stellt er Obersätze voran. Die jeweilige Begründungskette beendet er mit der Feststellung zum Vorliegen oder zur fehlenden Feststellbarkeit der erforderlichen Tatsachen. Auch und gerade hier gilt der Urteilsstil, das heißt innerhalb jeder Kette begründen oder entfalten die nachfolgenden Sätze die vorhergehenden. Der Urteilsstil ist eingehalten, solange sich zwischen zwei Sätzen gedanklich ein „denn“ einfügen lässt.
Das allgemeine Schema für die Einzelbegründung lautet: Rechtsfolge der zu prüfenden Norm gegeben oder nicht → zu prüfendes Tatbestandselement gegeben oder nicht → begriffliche Entfaltung des Tatbestandselementes in einzelne subsumierbare Tatsachen → Einzeltatsache gegeben oder nicht, das heißt unstreitig, bewiesen oder nicht feststellbar.
- Beispiel: Der Ausschluss des Minderungseinwandes in §... des Mietvertrages scheitert entgegen der Auffassung des Beklagten nicht an einer Unwirksamkeit nach § 536d BGB. Die nach dieser Bestimmung für eine Unwirksamkeit erforderliche Arglist des Klägers fehlt. Arglist liegt vor, wenn der Vermieter den Fehler kannte oder ihn zumindest für möglich hielt. Keine dieser Voraussetzungen ist hier feststellbar. Der vom Beklagten benannte Zeuge ... hat die Behauptung, der Kläger habe ..., nicht bestätigt.

Rechtsfolge = Unwirksamkeit; Norm = § 536d BGB; Tatbestandsmerkmal = Arglist; (innere) Tatsache = Kenntnis oder Bewusstsein der Möglichkeit; Vorliegen der Tatsache = nicht feststellbar
Die bejahenden Begründungsketten haben Vorrang vor den verneinenden. In seiner Gesamtheit handelt das Urteil die stattgebenden Teile als erstes ab, gemeinsam mit den insoweit erfolglosen Angriffen des Gegners; sodann folgen das unschlüssige Klägervorbringen, vor den durchgreifenden Einreden des Gegners und zuletzt die noch unerörterten erfolglosen Gegnereinreden. Bei Klagenhäufungen oder Widerklagen gliedert der Richter das Urteil in entsprechende Abschnitte und innerhalb ihrer in einzelne Begründungsketten. In den Nebenentscheidungen begründet er seine Kostenverteilung, die er nur dem Grund nach vornimmt, und seine Entscheidung über die vorläufige Vollstreckbarkeit.
Eine Alternative zum Urteilsstil ist der Gutachtenstil, bei dem die Gesamtentscheidung erst nach der Untersuchung der Rechtsgrundlagen und den Einzelbegründungen mitgeteilt wird.